# 종달초등학교
종달초등학교는 대한민국 제주특별자치도 제주시 구좌읍 종달리에 있는 공립 초등학교이다.

## 학교 연혁
- 1946년 12월 2일 종달국민학교 설립 인가
- 1946년 12월 9일 개교(6학년 3학급)
- 1982년 3월 6일 병설유치원 개원
- 1993년 9월 23일 급식소 지미관 개관
- 1994년 12월 19일 정, 후문 돌하르방 설치
- 1996년 3월 1일 종달초등학교로 개칭
- 1998년 2월 25일 유치원교실 및 본관 화장실 신축
- 2002년 11월 27일 특별교실 5개 교실 증축
- 2005년 2월 1일 동관 유치원 연결 건물 신축
- 2005년 2월 28일 본관 6개 교실 개축
- 2011년 9월 1일 운동장 트랙 및 배수로 설치
- 2011년 12월 1일 다목적 구장 및 철봉, 평행봉, 그네 설치
- 2012년 10월 24일 승강기 설치
- 2014년 9월 1일 제 35대 강순문 교장 부임(내부형 공모교장)
- 2016년 2월 20일 교실 1실 신축, 도서관 확장, 급식실 현대화 사업 실시
- 2016년 3월 2일 교실 재배치 사업 실시(교장실, 행정실, 어학실 이전)
- 2018년 1월 26일 제68회 졸업식(9명 졸업, 총 2,508명)
- 2018년 9월 1일 제 36대 김명선 교장 부임
- 2019년 1월 25일  제69회 졸업식(9명 졸업, 총 2,517명)

## 참고 자료
- 종달초등학교 - 한국교육학술정보원 학교알리미